# پیا ولسی
پیا وِلسی (ایتالیایی: Pia Velsi؛ زادهٔ ۳۱ مارس ۱۹۲۴) با نام هنری اِلپیدیا سوربو (ایتالیایی: Elpidia Sorbo) بازیگر و خواننده اهل ایتالیا است که علاوه بر تئاتر، سینما و تلویزیون در تعدا فراوانی کمدی‌های موزیکال نقش‌آفرینی نمود.
از فیلم‌ها یا برنامه‌های تلویزیونی که وی در آن نقش داشته است، می‌توان به خوشبختی فرارسیده است، پدر ماتئو، بال‌های زندگی، پلیس زن، مشکل پردردسر، چرخ‌وفلک ناپل، روسینی! روسینی! و خواهر امانوئل اشاره کرد.